# Josetsu

Hyōnen à la pêche au poisson-chat par Josetsu Taikō.

Josetsu Taikō - de son vrai nom :Taikū Josetsu - est un peintre japonais du XVe siècle (environ 1405–1496). Ses dates de naissance et de décès ainsi que ses origines ne sont pas connues. D'après la datation de ses œuvres connues, sa période d'activité se situe au début du XVe siècle.

## L'âge d'or du lavis duXIVeauXVIesiècle
Dès le milieu du XIIe siècle, les affrontements entre clans marquent toujours plus ou moins l'histoire du Japon féodal dégénèrent en une véritable guerre civile. S'ensuit la réorganisation de l'empire, la cour de Kyoto perd l'essentiel de son autorité, la réalité du pouvoir passe entre les mains de shoguns (« généralissimes ») qui s'installe à Kamakura (...) Les affrontements se succèdent entre féodaux. Curieusement, ce climat de violence et d'insécurité favorise la plus fabuleuse éclosion artistique connue par le Japon. L'esprit du Zen (dhyana en sanscrit, ch'an en chinois), venu de Chine, et tout pétri de l'idéal du Tao, s'introduit au Japon dès le début du XIIIe siècle. Refusant toute scolastique, prônant joyeusement le refus des convenances religieuses au profit d'une soumission invisible à la vraie nature du Bouddha, ignorant superbement la vaine agitation du monde, il convient parfaitement aux hommes qui vivent ces temps difficiles (...).
Revenir à l'essentiel, c'est-à-dire au paysage proprement dit. Les débuts (XIVe siècle) sont un peu tâtonnants. Encore faut-il dire que le Japon parvient à rattraper son retard d'un demi-millénaire sur la Chine, en un peu plus de cent ans. Au tout début du XVe siècle, Josetsu Taikō et ses disciples forment un petit groupe qui gravite autour d'un temple de Kyoto, le Shōkoku-ji; ils peignent au bas de longs rouleaux verticaux pieusement encombrés de poèmes (shigajiku) des images délicatement bucoliques: ermitages blottis dans les bambouseraies, cascades capricieuses, cabanes de pêcheurs, les pieds dans l'eau, tournées vers un invisible horizon.

## La nouvelle influence de l'art chinois
- Développement de la peinture monochrome du XIIIe au XVIe siècle.

Josetsu est un moine-peintre. Dans le Japon des XIVe – XVe siècles, sous le shogunat des Ashikaga (Époque de Muromachi 1338-1573), la situation économique et sociale favorise les contacts avec la Chine. Les moines Zen jouent un rôle important d'intermédiaires ou de diplomates; c'est toujours à travers les temples zen que la culture chinoise est introduite, avec un grand respect pour la tradition Song et Yuan, plutôt que pour la dynastie Ming de la Chine contemporaine. Dans le domaine pictural, le goût pour l'encre et le lavis se répand, dans les milieux religieux tout d'abord, puis dans le monde laïc. Les paysages monochromes à l'encre des Song et des Yuan se retrouvent sous forme de paravents et de portes à glissières dans la décoration intérieure, et bientôt apparaît un nouveau format, petit rouleau vertical, qui conduit à une recherche plus stricte de la composition. la partie supérieure du tableau est réservée aux poèmes de style chinois que les moines-paysagistes demandent à leurs congénères d'écrire, en hommage à leur communion avec la nature.

## Mouvement de style
Ces rouleaux, appelés shigaijiku (rouleau de peinture et de poésie), deviennent à la mode au début du XVe siècle et l'on peut y suivre l'évolution de la composition des paysages: la notion de perspective et de profondeur (théorie des trois plans) se précise, tandis qu'au centre, une haute montagne domine tout le tableau. Deux grands précurseurs représentent cette première période de la peinture monochrome: Minchō (1352-1451) et Josetsu Taikō. Ce dernier est moine-peintre au Shōkoku-ji, important monastère Zen de Kyoto et bien que sa vie nous soit mal connue, son nom est souvent cité dans les textes ultérieurs comme celui du fondateur de cette nouvelle école, intitulée souvent: Muromachi suiboku (peinture à l'encre de l'Époque de Muromachi.

## Son œuvre connue
Il reste actuellement trois œuvres qui lui sont attribuées : Hyonen-zu exécutée avant 1415 pour le Shogun Ashikaga Yoshimochi, qui illustre la parabole du vieux pêcheur voulant attraper un poisson-chat avec une cale-basse. Plusieurs éléments sont proches des Song, mais les lignes manquent de vigueur et les traits sont trop ronds pour être chinois. La partie supérieure est occupée par les inscriptions d'une trentaine de moines zen. Les Trois Professeurs est un portrait imaginaire des trois fondateurs du confucianisme, du bouddhisme et du taoïsme: Confucius, Laozi et Sakyamuni. Il s'agit ici, de démontrer l'unité transcendante de ces trois confessions. L'une des inscriptions dit que le peintre, Josetsu, reçoit son nom de Zekkai chushin, prêtre du temple zen Nanzen-ji de kyoto; l'implication en est que la grande habileté ou intelligence est semblable à la maladresse. La dernière œuvre, enfin, Wang Xizhi calligraphiant sur des éventails, montre le grand calligraphe chinois écrivant sur de vieux éventails, pour des enfants. Les personnages des deux derniers rouleaux sont dérivés de Liáng Kǎi des Song du Sud. Dans les décennies ultérieurs, les plus grands représentants de la peinture monochrome se réclament tous de Josetsu.

## Peinture à méditer
Un bel exemple de shosaizu (peinture à méditer). Au Shōkoku-ji, le fameux temple-atelier de kyoto, Josetsu Taikō et ses disciples s'amusent à illustrer l'un de ces « jeux métaphysiques » pour lesquels se passionnent les bonzes Zen. L'exercice est à peu près le suivant: concentrer son esprit sur un problème quelconque, insoluble de préférence, et faire ainsi le vide en soi.Façon originale de prendre congé du monde en attendant la venue de l'illumination. La question ici posée: comment réussir à attraper un poisson-chat, animal glissant s'il en est, à l'aide d'une gourde parfaitement inappropriée à cet office? Quelques semaines de méditation sur cette grande affaire ne sait faire de mal à un esprit en peine d'émancipation... Le maître peint la parabole d'une main légère. Les élèves alignent sagement leurs petits poèmes en haut du tableau, dans la plus pure tradition — alors en plein honneur — du shigajiku (genre combinant poésie et peinture). Le style hésite (nous sommes au tout début du XVe siècle) entre paysage rapproché et paysage ouvert. L'ombre de la montagne à l'horizon suggère pourtant un vaste espace. La manière de l'artiste trahit encore une certaine gaucherie. Mais les herbes piquées dans l'eau avec une tranquille négligence ne manquent ni de grâce ni d'humour.

## Musées
- Kyōto (Taizo-in, Myoshin-ji):
  - Hyonen-zu, rouleau en hauteur; couleur sur papier.
  - Trois professeurs, rouleau en hauteur, encre sur papier.